# Sausheim
Sausheim is een gemeente in het Franse departement Haut-Rhin in de regio Grand Est en telde op 1 januari 2022 5.597 inwoners.
De gemeente maakt deel uit van het arrondissement Mulhouse en sinds 22 maart 2015, toen het kanton Illzach waar Sausheim deel van uitmaakte werd opgeheven, van het kanton Rixheim.

## Geografie
De oppervlakte van Sausheim bedroeg op 1 januari 2022 16,91 vierkante kilometer; de bevolkingsdichtheid was toen 331 inwoners per km².

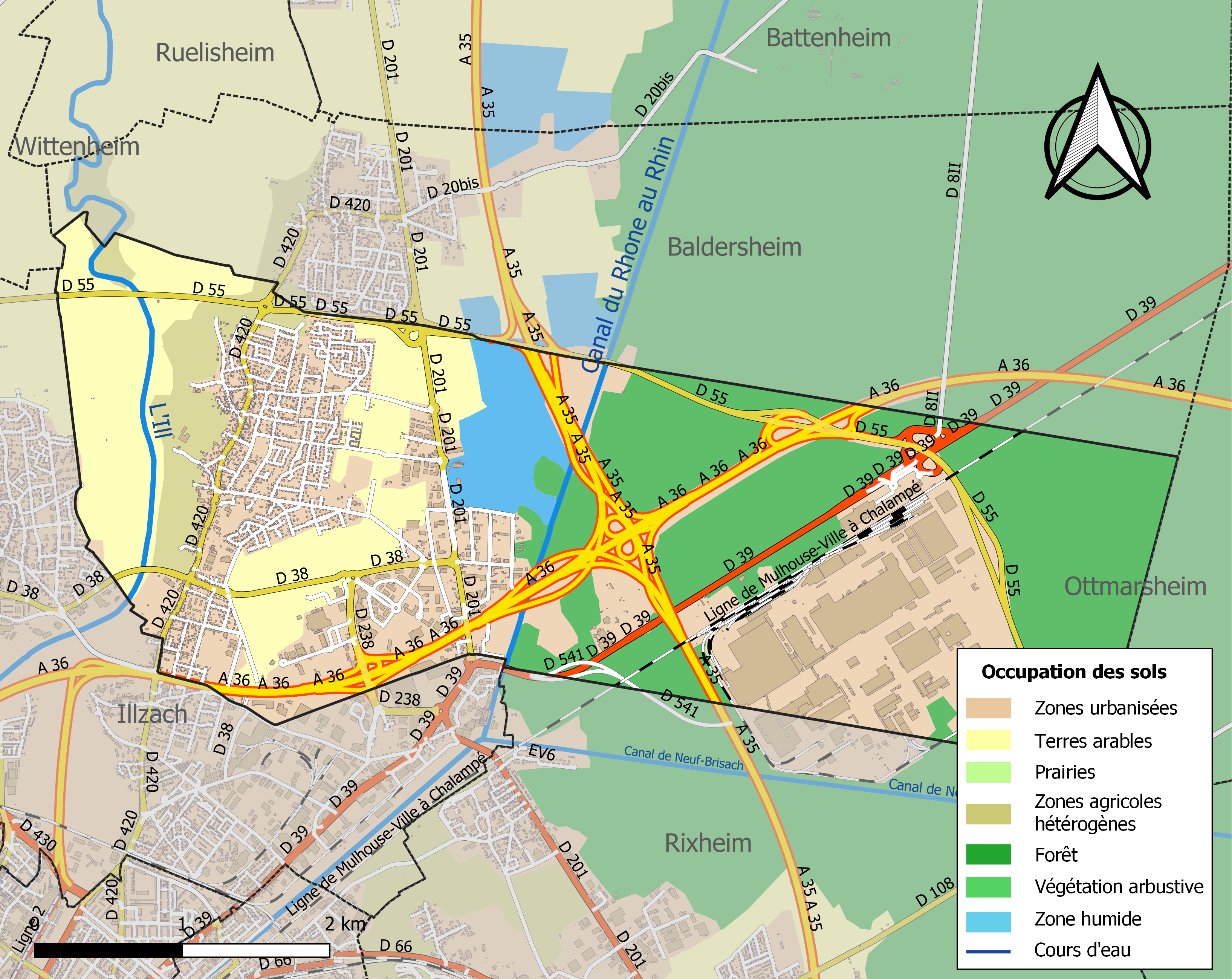
Kaart van de gemeente met de belangrijkste infrastructuur, bodemgebruik en omliggende gemeenten

## Demografie
Onderstaande figuur toont het verloop van het inwonertal (bron: INSEE-tellingen).

## Geboren in Sausheim
- Roger Hassenforder (1930-2021), wielrenner en restauranthouder